# ペイバック
『ペイバック』（原題: Payback）は、1999年のアメリカのネオ・ノワール、アクション・スリラー映画。
主演はメル・ギブソン、監督はブライアン・ヘルゲランド。リチャード・スタークの小説『悪党パーカー/人狩り』を映画化した作品である。

## 概要
メル・ギブソンが復讐に燃えるアクの強いアウトローを演じている。強大なマフィアの組織やボスを相手に、彼らから見ればはした金にすぎない7万ドルを取り戻すため、大袈裟とも思えるほど情け無用の行動を起こしてゆく。脇を大物の役者たちが固めていることも話題となった。
2006年、『ペイバック ストレート・アップ』と題したディレクターズカット版をリリースしたが、このバージョンとは大幅に異なっている。

## ストーリー
相棒と女房に裏切られ、背中から銃で撃たれた男――ポーター。飲んだくれのヤブ医者の治療により瀕死の状態からどうにか蘇った。5か月の治療で背中の傷は癒えたが、心の傷は一向に癒える気配がない。それを癒す術は、裏切った相棒と女房への復讐、そして奪われた7万ドルを取り戻すことだけだった。
ポーターは怒りを胸に秘め街を徘徊し、非合法な手段で瞬く間に小金と銃を手に入れる。彼はただ、本来自分の取り分だったはずの7万ドルを取り返したいだけだ。しかし、復讐のためには手段を選ばないポーターの常軌を逸した行動は、様々な人間の思惑を巻き込み、事態を最悪の方向へ加速させていくのであった。

## 登場人物
ポーター
演 - メル・ギブソン
強盗犯。仲間と妻に裏切られ、殺されかけた。このことから愛人のローリーと協力して復讐を開始する。性格はクールで人を殺すことに容赦がない。
ヴァル・レスニック
演 - グレッグ・ヘンリー
ポーターの相棒。しかし、ポーターを裏切る。借金癖があるなど金に汚く、ポーターを裏切った理由の一つ。
ロージー
演 - マリア・ベロ
情婦。ポーターの愛人。心からポーターを愛しており、彼の復讐に協力する。美貌の持ち主でハニートラップを仕掛ける。
アーサー・ステッグマン
演 - デヴィッド・ペイマー
ヴァルの仲間。悪党のコネクションが多い。ヴァルにポーターの生存を伝える。
ヒックス
演 - ビル・デューク
警部。
レアリー
演 - ジャック・コンレイ
ヒックスの相棒。
リン・ポーター
演 - デボラ・カーラ・アンガー
ポーターの妻。しかし、ポーターの浮気を知り、彼を裏切り、ポーターの背中に2発の銃弾を撃ち込む。
カーター
演 - ウィリアム・ディヴェイン
マフィアの幹部。性格は冷静。
パール
演 - ルーシー・リュー
SM嬢。
ブロンソン
演 - クリス・クリストファーソン
組織のボス。悪党だが家族を第一に考える家庭人。
ジャスティン・フェアファックス
演 - ジェームズ・コバーン
マフィアの幹部。ポーターに待ち伏せされて脅される。
ジョニー
ブロンソンの息子。

## キャスト
| 役名                           | 俳優                                    | 日本語吹替                                        | 日本語吹替                                                                  | 日本語吹替 |
| 役名                           | 俳優                                    | ソフト版                                          | 日本テレビ版                                                                | テレビ朝日版 |
| ------------------------------ | --------------------------------------- | ------------------------------------------------- | --------------------------------------------------------------------------- | --- |
| ポーター                       | メル・ギブソン                          | 磯部勉                                            | 小山力也                                                                    | 磯部勉 |
| ヴァル・レスニック             | グレッグ・ヘンリー                      | 石塚運昇                                          | 清水明彦                                                                    | 大塚芳忠 |
| ロージー                       | マリア・ベロ                            | 唐沢潤                                            | 坪井木の実                                                                  | 塩田朋子 |
| アーサー・ステッグマン         | デヴィッド・ペイマー                    | 山野史人                                          | 岩崎ひろし                                                                  | 牛山茂 |
| ヒックス警部                   | ビル・デューク                          | 手塚秀彰                                          | 宝亀克寿                                                                    | 大平透 |
| レアリー                       | ジャック・コンレイ                      |                                                   |                                                                             | |
| リン・ポーター                 | デボラ・カーラ・アンガー                | 日野由利加                                        | 麻生侑里                                                                    | 佐藤しのぶ |
| フィル                         | ジョン・グローヴァー                    | 遠藤純一                                          | 佐々木梅治                                                                  | 堀勝之祐 |
| カーター                       | ウィリアム・ディヴェイン                | 有本欽隆                                          |                                                                             | |
| パール                         | ルーシー・リュー                        | 雨蘭咲木子                                        | 松本梨香                                                                    | 阿部桐子 |
| ブロンソン                     | クリス・クリストファーソン              | 大友龍三郎                                        | 内海賢二                                                                    | 大塚周夫 |
| ジャスティン・フェアファックス | ジェームズ・コバーン （クレジットなし） | 稲垣隆史                                          | 小林清志                                                                    | 小林清志 |
| 役不明 その他                  | N/A                                     | 長克巳 青山穣 水内清光 吉田孝 すずき紀子 清水敏孝 | 津田英三 佐藤せつじ 東地宏樹 郷田ほづみ 磯辺万沙子 廣田行生 島香裕 小室正幸 | 福田信昭 金尾哲夫 渡辺美佐 檀臣幸 北川勝博 浜田賢二 仲野裕 小山武宏 川島得愛 長克巳 伊藤和晃 山口真弓 鶴博幸 小暮英麻 |
| 日本語版スタッフ               |                                         |                                                   |                                                                             | |
| 演出                           | 演出                                    | 蕨南勝之                                          | 壺井正                                                                      | 向山宏志 |
| 翻訳                           | 翻訳                                    | 平田勝茂                                          | 鈴木導                                                                      | 平田勝茂 |
| 調整                           | 調整                                    | 佐藤隆一                                          | 飯村靖雄                                                                    | 藤樫衛 |
| 効果                           | 効果                                    |                                                   | リレーション                                                                | リレーション |
| 編集協力                       | 編集協力                                |                                                   |                                                                             | IMAGICA 宮本陽介 |
| 制作協力                       | 制作協力                                |                                                   |                                                                             | ViViA 清宮正希 |
| 制作担当                       | 制作担当                                |                                                   | 田中秀歩                                                                    | |
| プロデューサー補               | プロデューサー補                        |                                                   | 小林三紀子                                                                  | |
| プロデューサー                 | プロデューサー                          |                                                   | 大塚恭司 北島有子                                                           | 梶淳 |
| 制作                           | 制作                                    | ビデオテック                                      | グロービジョン                                                              | グロービジョン |
| 初回放送                       | 初回放送                                | N/A                                               | 2001年4月6日 『金曜ロードショー』                                           | 2003年1月26日 『日曜洋画劇場』                                                                                        |